# Сент-Пазан
Сент-Пазан (фр. Sainte-Pazanne) — коммуна на западе Франции, находится в регионе Пеи-де-ла-Луар, департамент Атлантическая Луара, округ Нант, кантон Машкуль-Сен-Мем. Расположена в 27 км к юго-западу от Нанта. В центре коммуны находится железнодорожная станции Сент-Пазан линий Нант — Ла-Рош-сюр-Йон и Нант-Порник.
Население (2017) — 6 774 человека.

## Достопримечательности
- Церковь Успения Богоматери (Нотр-Дам) XIX века
- Шато Ла-Дюрасери XVI-XVII веков, бывший монастырь
- Шато Мулен-Анрие XIX века
- Шато Арден XVIII века
- Дольмен Ла-Саль-о-Фе

## Экономика
Структура занятости населения:
- сельское хозяйство — 8,7 %
- промышленность — 13,8 %
- строительство — 16,2 %
- торговля, транспорт и сфера услуг — 33,4 %
- государственные и муниципальные службы — 27,9 %

Уровень безработицы (2016 год) — 5,1 % (Франция в целом — 14,1 %, департамент Атлантическая Луара — 11,9 %). 

Среднегодовой доход на 1 человека, евро (2016 год) — 21 540 (Франция в целом — 20 809, департамент Атлантическая Луара — 21 548).

## Демография
Динамика численности населения, чел.

## Администрация
Пост мэра Сен-Пазана с 2005 года занимает Бернар Морийо (Bernard Morilleau). На муниципальных выборах 2020 года возглавляемый им левый блок победил в 1-м туре, получив 63,56 % голосов.
| Период | Период | Фамилия                | Партия                                    | Примечания               |
| ------ | ------ | ---------------------- | ----------------------------------------- | ------------------------ |
| 1965   | 1977   | Арман Говри            |                                           | руководитель предприятия |
| 1977   | 1995   | Гонзаг Гийе де ла Брос | Национальный центр независимых и крестьян | садовод                  |
| 1995   | 2005   | Даниэль Тебодо         | Разные правые Союз за народное движение   | врач                     |
| 2005   |        | Бернар Морийо          | Разные правые Разные левые                | фермер                   |

## Города-побратимы
- Гаррольд, Великобритания
- Мертинген, Германия

## Галерея
- Мэрия
- Памятник павшим
- Дольмен Ла-Саль-о-Фе